# Het geheime dagboek van Hendrik Groen
Het geheime dagboek van Hendrik Groen is een Nederlandse dramaserie van Omroep MAX uit 2017–2019 die zich afspeelt in een verzorgingstehuis. Het verhaal is gebaseerd op de boeken van Hendrik Groen (Peter de Smet) Pogingen iets van het leven te maken: Het geheime dagboek van Hendrik Groen, 83¼ jaar en het vervolg Zolang er Leven is: Het nieuwe geheime dagboek van Hendrik Groen, 85 jaar. De serie bestaat uit twee seizoenen van elk twaalf afleveringen, die werden uitgezonden op NPO 1.

## Verhaal
Hendrik Groen (Kees Hulst) woont in een verzorgingstehuis waar alles met de regelmaat van de klok gaat. Er is weinig vrijheid, een strenge directrice Stelwagen (Rosa Reuten) en veel zeurende bejaarden. Samen met zijn vriend Evert (André van Duin) smeedt hij de eerste plannen om samen met nog een groep andere bewoners van het verzorgingstehuis leuke dingen te gaan doen en de stad in te trekken, tot groot ongenoegen van de directie en het verplegend personeel, die hen daarin zoveel mogelijk proberen tegen te houden.

## Rolverdeling
| Acteur                   | Personage                   | Seizoen               |
| ------------------------ | --------------------------- | --------------------- |
| Hoofdrollen              |                             |                       |
| Kees Hulst               | Hendrik Groen               | 1-2                   |
| André van Duin           | Evert Duiker                | 1-2                   |
| Olga Zuiderhoek          | Eefje Brand                 | 1 (gastrol seizoen 2) |
| Carry Tefsen             | Leonie ter Horst            | 2                     |
| Coby Timp                | Grietje de Boer             | 1-2                   |
| Dries Smits              | Edward Schermer             | 1-2                   |
| Rob van de Meeberg       | Graeme Gorter               | 1-2                   |
| Ad van Kempen            | Antoine Travemundi          | 1-2                   |
| Rick Nicolet             | Ria Travemundi              | 1-2                   |
| Bijrollen                |                             |                       |
| Rosa Reuten              | Mevrouw Stelwagen           | 1-2                   |
| Anne Lamsvelt            | Coby de Roos                | 1-2                   |
| Frits Lambrechts         | Meneer Hoogdalen            | 1-2                   |
| Frieda Pittoors          | Eugenie La Croix            | 2                     |
| Ali Çifteci              | Okay Dürüst                 | 2                     |
| Nienke Sikkema           | Mevrouw G. Slothouwers      | 1-2                   |
| Annemarie Prins          | Mevrouw L. Slothouwers      | 1-2                   |
| Wim Serlie               | Meneer Bakker               | 1-2                   |
| Jan Kieboom              | Meneer Van Gelder           | 1-2                   |
| Jack Monkau              | Meneer Ellroy               | 1-2                   |
| Agaath Meulenbroek       | Mevrouw Hoogstraten van Dam | 1-2                   |
| Ineke Swanevelt          | Mevrouw Visser              | 1-2                   |
| Corry de Roo             | Mevrouw Pot                 | 1-2                   |
| Nhung Dam                | Anja Appelboom              | 1                     |
| Iwan Walhain             | Meneer van der Kerkhof      | 2                     |
| Guilly Koster            | Conciërge Levant            | 1-2                   |
| Tina de Bruin            | Zuster Tine                 | 1-2                   |
| Anna Raadsveld           | Zuster Esther               | 2                     |
| Bob Fosko                | Kok Brandsma                | 1-2                   |
| Jorik van der Veen       | Kok Remi                    | 1                     |
| Christopher van der Meer | Kokshulp Sjors              | 1                     |

## Afleveringen

### Seizoen 1 (Pogingen iets van het leven te maken)
| Afl. (seizoen) | Afl. (serie) | Titel     | Uitzenddatum     |
| -------------- | ------------ | --------- | ---------------- |
| 1              | 1            | Januari   | 23 oktober 2017  |
| 2              | 2            | Februari  | 30 oktober 2017  |
| 3              | 3            | Maart     | 6 november 2017  |
| 4              | 4            | April     | 13 november 2017 |
| 5              | 5            | Mei       | 20 november 2017 |
| 6              | 6            | Juni      | 27 november 2017 |
| 7              | 7            | Juli      | 4 december 2017  |
| 8              | 8            | Augustus  | 11 december 2017 |
| 9              | 9            | September | 18 december 2017 |
| 10             | 10           | Oktober   | 25 december 2017 |
| 11             | 11           | November  | 1 januari 2018   |
| 12             | 12           | December  | 8 januari 2018   |

### Seizoen 2 (Zolang er leven is)
| Afl. (seizoen) | Afl. (serie) | Titel                         | Uitzenddatum     |
| -------------- | ------------ | ----------------------------- | ---------------- |
| 1              | 13           | Zolang er leven is: januari   | 14 oktober 2019  |
| 2              | 14           | Zolang er leven is: februari  | 21 oktober 2019  |
| 3              | 15           | Zolang er leven is: maart     | 28 oktober 2019  |
| 4              | 16           | Zolang er leven is: april     | 4 november 2019  |
| 5              | 17           | Zolang er leven is: mei       | 11 november 2019 |
| 6              | 18           | Zolang er leven is: juni      | 18 november 2019 |
| 7              | 19           | Zolang er leven is: juli      | 25 november 2019 |
| 8              | 20           | Zolang er leven is: augustus  | 2 december 2019  |
| 9              | 21           | Zolang er leven is: september | 9 december 2019  |
| 10             | 22           | Zolang er leven is: oktober   | 16 december 2019 |
| 11             | 23           | Zolang er leven is: november  | 23 december 2019 |
| 12             | 24           | Zolang er leven is: december  | 30 december 2019 |

## Prijzen
- 2017: Het scenario van seizoen 1 (Pogingen iets van het leven te maken) van Martin van Waardenberg is bekroond met de Zilveren Krulstaart.
- 2018: Gouden Kalf voor Beste Televisiedrama en Kees Hulst kreeg voor zijn rol als Hendrik Groen Gouden Kalf Beste acteur in televisiedrama